# Kuala Belait
Kuala Belait (in malese کوالا بلايت) è una città del Brunei situata nell'estremo Occidente del Paese nel Distretto di Belait e nel nord dell'isola del Borneo.

## Storia
Nel ventesimo secolo la città era un piccolo villaggio basato sulla pesca. Durante la seconda guerra mondiale la città venne occupata dal Giappone per poi essere dipendente dall'Inghilterra. Questa dipendenza finì 1984. 

## Geografia umana
Kuala Belait è la più occidentale fra le città del Brunei e dista pochissimi chilometri dallo stato della Malaysia Sarawak. Inoltre la città possiede un porto importante che si affaccia sul Mar Cinese Meridionale ed è la seconda più grande città del Brunei dopo Bangar con 65.975 abitanti .
La religione principale nella città è l'Islamismo e la lingua principale è il malese.